# Baikiaea insignis
Baikiaea insignis är en ärtväxtart som beskrevs av George Bentham. Baikiaea insignis ingår i släktet Baikiaea och familjen ärtväxter.

## Underarter
Arten delas in i följande underarter:
- B. i. insignis
- B. i. minor

## Bildgalleri

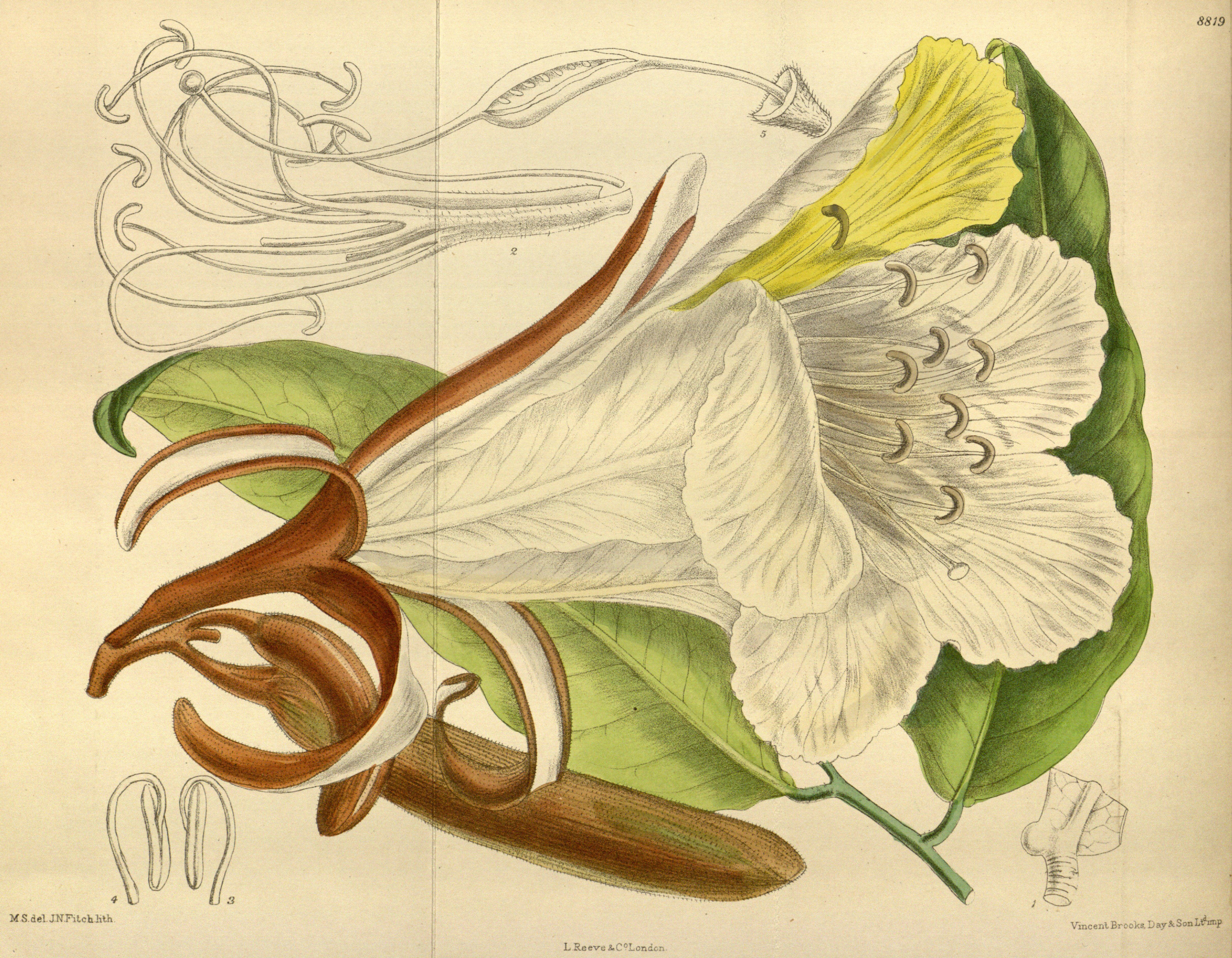